# Центральный район (Санкт-Петербург)
Центра́льный райо́н — административно-территориальная единица (район) Санкт-Петербурга.
По ряду рейтингов район занимает первое место по качеству жизни среди всех районов города.

## Географическое положение
Район расположен в центральной исторической части Санкт-Петербурга. С севера и востока границей района является река Нева, южная граница проходит по Обводному каналу. Западная граница проходит от Дворцового моста, включает Дворцовую площадь, часть Адмиралтейского проспекта, всю Гороховую улицу, участок Загородного проспекта, Звенигородскую улицу и по ул. Константина Заслонова выходит на набережную Обводного канала.

## Основные сведения
Центральный район является восточной частью исторического центра города, здесь сосредоточены основные достопримечательности города, музеи, галереи, консульства и представительства разных стран и госструктур. Район является туристическим центром города, здесь размещены множество отелей и ресторанов. Большинство зданий здесь причислены к памятникам регионального значения, а строительство промышленных заведений строго запрещено. В районе проживает 215 тысяч человек, что делает его самым густонаселённым районом в городе; 25 % населения составляют пенсионеры и 10 % — дети и подростки. Также в районе постоянно проживает «временное население» — туристы и иммигранты, которые составляют также 25 % номерного фонда города. Центральный район считается престижным местом для проживания, здесь живут бизнесмены, сотрудники правоохранительных органов и служб госбезопасности, преподаватели университетов и их дети и внуки. В то же время в центральном районе продолжают существовать коммуналки — пережиток послереволюционных реформ в городе, которые остаются самым дешёвым и низкокачественным жильём в городе; особенно высока их концентрация в Смольнинском. Район имеет самую развитую социальную, торговую и транспортную инфраструктуру, здесь действует 11 станций метрополитена, причём на всех 5 линиях есть хотя бы одна станция, находящаяся в этом районе. В районе действует множество магазинов, также работают 12 вузов и множество библиотек. Район считается самым комфортным для инвалидов, так как здесь построено множество различных пандусов и специальных приспособлений. Район широко обеспечен садиками и школами, которые оборудованы современной техникой. В районе располагается 17 больниц, 17 поликлиник и 4 центра неотложной медицинской помощи.
Несмотря на вышеперечисленные достоинства у района есть и существенные недостатки. В частности, Центральный район входит в пятёрку самых криминальных районов города, самая криминогенная обстановка сохраняется у Московского вокзала. Несмотря на это, ситуация с каждым годом становится лучше. Также плачевной остаётся экологическая ситуация в районе, из-за фактического отсутствия зелёных насаждений и транспортной перегрузки в районе, абсолютное большинство домов лишены скверов в задней части двора в отличие от более новых построек на окраинах города. Водные каналы также достаточно загрязнены.

## История
Центральный район образован распоряжением мэра Санкт-Петербурга А.Собчака от 11.03.1994 № 196-р «Об изменениях административно-территориального устройства Санкт-Петербурга» путём объединения территорий упраздняемых Дзержинского, Куйбышевского и Смольнинского районов (при этом сохранились Дзержинский, Куйбышевский и Смольнинский районные суды).

## Население
| 2002     | 2009     | 2010     | 2012     | 2013     | 2014     | 2015     | 2016     | 2017     |
| -------- | -------- | -------- | -------- | -------- | -------- | -------- | -------- | -------- |
| 236 856  | ↘217 436 | ↘214 625 | ↗215 712 | ↗220 029 | ↗226 390 | ↗226 674 | ↘221 441 | ↘220 217 |
| 2018     | 2019     | 2020     | 2021     | 2023     | 2025     |          |          |          |
| ↗222 149 | ↘216 939 | ↘214 572 | ↘203 870 | ↘200 654 | ↘198 862 |          |          |          |

Национальный состав
По итогам переписи населения 2020 года проживали следующие национальности (национальности менее 0,1 % и другое см. в сноске к строке «Другие»):
| Национальность | Численность, чел. | Доля     |
| -------------- | ----------------- | -------- |
| Русские        | 174 636           | 85,66 %  |
| Украинцы       | 1187              | 0,58 %   |
| Евреи          | 870               | 0,43 %   |
| Армяне         | 767               | 0,38 %   |
| Грузины        | 717               | 0,35 %   |
| Татары         | 664               | 0,33 %   |
| Азербайджанцы  | 645               | 0,32 %   |
| Белорусы       | 513               | 0,25 %   |
| Узбеки         | 458               | 0,22 %   |
| Таджики        | 312               | 0,15 %   |
| Казахи         | 236               | 0,12 %   |
| Другие         | 22 865            | 11,21 %  |
| Итого          | 203 870           | 100,00 % |

## Внутригородские муниципальные образования
В границах Центрального района Санкт-Петербурга располагаются 6 внутригородских муниципальных образований со статусом муниципальных округов:
| № | Флаг | Герб | Статус ВМО | Название ВМО       | Дата присвоения | Бывшее № название | Площадь, км² | Население, чел. (2025 г.) |
| - | ---- | ---- | ---------- | ------------------ | --------------- | ----------------- | ------------ | ------------------------- |
| 1 |      |      | мун. округ | Дворцовый округ    | 17.06.1998      | МО № 77           | 1,75         | ↘7288                     |
| 2 |      |      | мун. округ | № 78               |                 | МО № 78           | 1,31         | ↘8959                     |
| 3 |      |      | мун. округ | Литейный округ     | 05.02.1999      | МО № 79           | 2,36         | ↘39 786                   |
| 4 |      |      | мун. округ | Смольнинское       | 05.02.1999      | МО № 80           | 5,44         | ↘73 545                   |
| 5 |      |      | мун. округ | Лиговка-Ямская     | 05.02.1999      | МО № 81           | 3,30         | ↘19 523                   |
| 6 |      |      | мун. округ | Владимирский округ | 05.02.1999      | МО № 82           | 2,43         | ↘49 761                   |